# Dompierre-sur-Chalaronne
Dompierre-sur-Chalaronne es una comuna francesa situada en el  departamento de Ain, de la región de Auvernia-Ródano-Alpes.

## Demografía
| 156 | 156 | 154 | 183 | 268 | 279 | 325 | 402 | 435 |
| Para los censos de 1962 a 1999 la población legal corresponde a la población sin duplicidades (Fuente: INSEE [Consultar]) |     |     |     |     |     |     |     |     |